# Список членов-корреспондентов Национальной академии наук Украины
Полный список членов-корреспондентов Академии наук (Всеукраинской академии наук, Академии наук УССР, Академии наук Украины, Национальной академии наук Украины). Всего 904 членкора.
| # А Б В Г Д Е Ё Ж З И К Л М Н О П Р С Т У Ф Х Ц Ч Ш Щ Э Ю Я |

## А
- Абрамов, Фёдор Алексеевич (1904—1982) — горняк
- Авраменко, Андрей Александрович (род. 1960) — теплофизик
- Аврамов, Константин Витальевич (род. 1968) — энергетик
- Аганин, Марк Абрамович (1876—1940) — геофизик
- Адрианова-Перетц, Варвара Павловна (1888—1972) — литературовед
- Азаров, Николай Янович (род. 1947) — геофизик
- Акимов, Игорь Андреевич (1937—2021) — зоолог
- Аксёнов, Александр Федотович (род. 1929) — материаловед
- Аксентьева, Зинаида Николаевна (1900—1969) — астроном
- Акуленко, Валерий Викторович (1925—2007) — языковед
- Александров, Борис Георгиевич (1958—2019) — зоолог
- Алексеев, Анатолий Дмитриевич (1940—2012) — горняк
- Алпатов, Анатолий Петрович (род. 1941) — механик
- Альперн, Даниил Евсеевич (1884—1968) — патофизиолог
- Ангельский, Олег Вячеславович (род. 1957) — оптик
- Андрейкив, Александр Евгеньевич (род. 1942) — механик
- Андреюк, Екатерина Ивановна (1927—2013) — микробиолог
- Андрущенко, Виктор Петрович (род. 1949) — философ
- Анисимов, Владимир Владиславович (род. 1947) — математик
- Анистратенко, Виталий Вячеславович (род. 1960) — зоолог
- Антонов, Виктор Николаевич (род. 1947) — физик металлов
- Антропов, Лев Иванович (1913—1994) — химик
- Анциферов, Андрей Вадимович (род. 1953) — геофизик
- Арбузов, Моисей Петрович (1908—1984) — физик
- Артёменко, Геннадий Владимирович (1948—2024) — гидрогеолог
- Артёменко, Иван Иванович (1924—1989) — археолог
- Ахиезер, Наум Ильич (1901—1980) — математик

## Б
- Бабаскин, Юрий Захарович (1929—2015) — материаловед
- Бабаченко, Александр Иванович (род. 1958) — металлург
- Бабий, Екатерина Васильевна (род. 1979) — геомеханик
- Бабинец, Андрей Евтихиевич (1911—1982) — гидрогеолог
- Баглюк, Геннадий Анатольевич (род. 1956) — материаловед
- Базилевич, Виктор Дмитриевич (род. 1949) — экономист
- Баптизманский, Вадим Ипполитович (1918—1995) — металлург
- Баран, Владимир Данилович (1927—2019) — историк и археолог
- Баранов, Сергей Никитович (1918—2000) — химик-органик
- Басок, Борис Иванович (род. 1956) — физик
- Бахмутов, Владимир Георгиевич (род. 1956) — геофизик
- Безчастный, Леонид Константинович (1937—2004) — политэконом
- Белевцев, Рудольф Яковлевич (1937—2022) — петролог
- Белецкий, Платон Александрович (1922—1998) — искусствовед
- Белоус, Аполлон Максимович (1929—1999) — криобиолог
- Белоус, Виталий Арсентьевич (род. 1944) — материаловед
- Белый, Михаил Ульянович (1922—2001) — физик
- Беляков, Владимир Михайлович (1945—2017) — химик
- Береснев, Борис Иванович (1928—1990) — материаловед
- Бершеда, Евгений Романович (род. 1945) — дипломат
- Бешта, Александр Степанович (род. 1957) — электротехник
- Бибик, Светлана Павловна (род. 1968) — языковед
- Бибиков, Сергей Николаевич (1908—1988) — археолог
- Билай, Вера Иосифовна (1908—1994) — миколог и фармаколог
- Близнюк, Виктория Валерьевна (род. 19__) — экономист
- Блинов, Игорь Викторович (род. 1981) — электроэнергетик
- Блонский, Иван Васильевич (1950—2024) — физик
- Блохинцев, Дмитрий Иванович (1908—1979) — физик
- Блюсс, Борис Александрович (род. 1952) — горняк
- Бобров, Владимир Алексеевич (1943—2014) —кардиолог
- Боголюбов, Алексей Николаевич (1911—2004) — математик и механик
- Богомолец, Олег Александрович (1911—1991) — патофизиолог
- Богомол, Юрий Иванович (род. 1975) — материаловед
- Божко, Александр Евгеньевич (1935—2013) — механик
- Бондаренко, Владимир Петрович (1939—2020) — материаловед
- Бондаренко, Михаил Фёдорович (1944—2013) — компьютерщик
- Бордзиловский, Евгений Иванович (1875—1949) — ботаник
- Борзяк, Пётр Григорьевич (1903—2000) — физик
- Борисенко, Валентина Кирилловна (род. 1945) — этнолог
- Борисенко, Владимир Иванович (род. 1960) — энергетик
- Борисенко, Константин Степанович (1905—1975) — горняк
- Борисов, Борис Павлович (1940—1995) — электротехник
- Борисов, Георгий Павлович (1930—2018) — металлург
- Борисюк, Андрей Александрович (род. 1965) — гидродинамик
- Борисюк, Михаил Демьянович (1934—2024) — конструктор танков
- Боровик, Евгений Станиславович (1915—1966) — физик
- Бородюк, Владимир Михайлович (1939—2017) — экономист
- Боронь, Александр Викторович (род. 1979) — литературовед
- Боряк, Геннадий Владимирович (род. 1956) — историк
- Бочечка, Александр Александрович (род. 1953) — материаловед
- Братусь, Василий Дмитриевич (1917—2008) — хирург
- Браун, Олег Михайлович (1949—2019) — физик
- Брей, Владимир Викторович (род. 1953) — химик
- Брик, Александр Борисович (1943—2021) — физик
- Брик, Тарас Михайлович (род. 1963) — физик
- Броварец, Владимир Сергеевич (род. 1956) — биохимик
- Бровченко, Игорь Александрович (род. 1964) — прикладной математик
- Бублик, Борис Николаевич (1936—1999) — математик
- Бударин, Лев Иванович (1933—1995) — химик
- Бузник, Виктор Михайлович (1914—1968) — теплотехник
- Буйских, Алла Валерьевна (род. 1960?) — историк и археолог
- Булах, Евгений Георгиевич (1924—2009) — геофизик
- Бунин, Константин Петрович (1910—1977) — металлофизик
- Бурак, Ярослав Иосифович (1931—2011) — физик
- Бурксер, Евгений Самойлович (1887—1965) — геохимик
- Бутенко, Геннадий Михайлович (род. 1932) — геронтолог
- Буштедт, Пётр Петрович (1902—1955) — металлург
- Бычков, Сергей Андреевич (род. 1945) — авиаконструктор

## В
- Вавилова, Ирина Борисовна (род. 1959) — астроном
- Ваврив, Дмитрий Михайлович (род. 1953) — радиофизик
- Валах, Михаил Яковлевич (род. 1940) — физик
- Ванеева, Елена Александровна (род. 1982) — математик
- Варюхин, Виктор Николаевич (род. 1952) — физик
- Василенко, Пётр Мефодиевич (1900—1999) — механизатор
- Васильев, Вадим Петрович (1912—2003) — энтомолог
- Васильев, Василий Ефимович (1890—1956) — металлург
- Васильев, Всеволод Викторович (1935—2021) — электроник
- Вассер, Соломон Павлович (род. 1946) — ботаник
- Великий, Анатолий Павлович (1936—2021) — математик и кибернетик
- Величенко, Александр Борисович (род. 1960) — электрохимик
- Величко, Александр Григорьевич (род. 1952) — металлург
- Венгер, Евгений Фёдорович (1947—2024) — физик
- Верба, Прокоп Иванович (1919—1988) — экономист
- Верменич, Ярослава Владимировна (род. 1967) — историк
- Верпаховская, Александра Олеговна (род. 1969) — геофизик
- Ветров, Юрий Александрович (1916—1983) — механик
- Виднянский, Степан Васильевич (род. 1951) — политолог
- Вижва, Сергей Андреевич (род. 1960) — геофизик
- Виноградова, Оксана Николаевна (род. 1959) — ботаник
- Власенко, Василий Михайлович (1921—2012) — химик
- Власюк, Александр Степанович (род. 1957) — экономист
- Вовк, Андрей Иванович (род. 1952) — химик
- Вовк, Михаил Владимирович (род. 1954) — химик-органик
- Вовченко, Андрей Иванович (род. 1948) — технолог
- Водяницкий, Владимир Алексеевич (1892—1971) — биолог
- Воеводин, Виктор Николаевич (1946—2021) — материаловед
- Войнаренко, Михаил Петрович (1950—2020) — экономист
- Волков, Игорь Владимирович (род. 1936) — электродинамик
- Волошин, Алексей Иванович (1951—2020) — механик
- Воробьёв, Анатолий Маркович (1900—1955) — физиолог
- Вороновский, Геннадий Кириллович (1944—2010) — теплоэнергетик
- Воропаев, Геннадий Александрович (род. 1947) — математик
- Выхованец, Иван Романович (1935—2021) — языковед

## Г
- Гаврилюк, Владимир Петрович (1941—2014) — материаловед
- Гавриш, Владимир Константинович (1925—2004) — геолог
- Гадзыра, Николай Филиппович (род. 1958) — металлург
- Галась, Михаил Иванович (1929—2006) — конструктор ракет
- Ганапольский, Ель Маркович (1930—2019) — физик
- Ганул, Валентин Леонидович (1931—2015) — онколог
- Гасанов, Лев Гасанович (1936—2002) — компьютерщик
- Гектин, Александр Вульфович (род. 1950) — физик
- Георгиевский, Виктор Петрович (1937—2018) — фармаколог
- Герасимчук, Николай Семёнович (1931—2003) — экономист
- Герасюта, Николай Фёдорович (1919—1987) — механик
- Геращенко, Олег Аркадьевич (1925—1992) — теплофизик
- Гжицкий, Степан Зенонович (1900—1976) — ветеринар
- Гинтов, Олег Борисович (род. 1935) — геофизик
- Гирка, Игорь Александрович (род. 1962) — физик
- Гихман, Иосиф Ильич (1918—1985) — математик
- Гладун, Александр Николаевич (род. 1956) — демограф
- Глинчук, Майя Давыдовна (род. 1935) — материаловед
- Глухов, Александр Захарович (род. 1945) — ботаник
- Глушко, Василий Васильевич (1920—1998) — геолог
- Гнатенко, Кристина Павловна (род. 1991) — физик-теоретик
- Гнесин, Георгий Гдальевич (1932—2016) — материаловед
- Говорун, Дмитрий Николаевич (1950—2020) — биофизик
- Гогаев, Казбек Александрович (род. 1946) — металлург
- Голего, Николай Лукич (1914—2012) — механик
- Голиков, Владимир Иванович (1929—2004) — экономист
- Головаха, Евгений Иванович (род. 1950) — психолог
- Головин, Павел Васильевич (1885—1964) — химик-технолог
- Головко, Мирослав Фёдорович (род. 1943) — физик
- Голодец, Григорий Израилевич (1936—1992) — физикохимик
- Гололобов, Юрий Григорьевич (1930—2015) — химик-органик
- Гомонай, Анна Николаевна (род. 1959) — физик-ядерщик
- Гончар, Анатолий Иванович (1931—2016) — гидроакустик
- Гончар, Михаил Васильевич (род. 1952) — биохимик
- Гончаренко, Николай Васильевич (1924—1993) — философ
- Горбарь, Эдуард Владимирович (род. 1968) — физик-теоретик
- Горбик, Пётр Петрович (род. 1950) — химик
- Горбунов, Борис Николаевич (1901—1944) — мостостроитель
- Гордиенко, Евгений Александрович (1944—2015) — криобиолог
- Городецкий, Алексей Афанасьевич (1897—1967) — биофизик
- Гороховатский, Ярослав Борисович (1925—1976) — химик
- Горшков, Андрей Андреевич (1898—1972) — металлург
- Грезе, Владимир Николаевич (1915—1988) — гидробиолог
- Григорьев, Олег Николаевич (род. 1944) — физик
- Григорюк, Иван Афанасьевич (1941—2022) — эколог
- Гриник, Эдуард Ульянович (1938—2011) — ядерный энергетик
- Гриценко, Владимир Ильич (1937—2023) — кибернетик
- Грищик, Владимир Владимирович (1941—2015) — информатик
- Гродзинский, Михаил Дмитриевич (1947—2022) — физикогеограф
- Грозин, Борис Дмитриевич (1898—1962) — металловед
- Губарев, Вячеслав Фёдорович (род. 1939) — кибернетик
- Гудков, Дмитрий Игоревич (род. 1966) — радиобиолог
- Гудрамович, Вадим Сергеевич (1936—2023) — механик
- Гулая, Надежда Максимовна (род. 1936) — биохимик
- Гуляницкий, Леонид Фёдорович (род. 1951) — информатик
- Гумовский, Алексей Васильевич (род. 1973) — биолог
- Гундорова, Тамара Ивановна (род. 1955) — литературовед
- Гупал, Анатолий Михайлович (род. 1947) — кибернетик
- Гуржий , Иван Александрович (1915—1971) — историк
- Гуслистый, Константин Григорьевич (1902—1973) — этнограф
- Гутлянский, Валерий Яковлевич (род. 1941) — математик
- Гюллинг,Эдуард Вальтерович (род. 1937) — патолог

## Д
- Даденков, Юрий Николаевич (1911—1991) — механик
- Даневич, Фёдор Анатольевич (род. 1958) — физик-ядерщик
- Даниленко, Анатолий Иванович (род. 1938) — экономист
- Даниленко, Виктор Михайлович (род. 1949) — историк
- Даниленко, Вячеслав Андреевич (1946—2016) — геофизик
- Даниленко, Михаил Васильевич (1918—2002) — хирург
- Данилик, Иван Николаевич (род. 1955) — биолог
- Дашкевич, Всеволод Яковлевич (1907—1988) — этнограф
- Дейген, Михаил Фёдорович (1918—1977) — физик
- Дембицкий, Сергей Сергеевич (род. 1983) — социолог
- Демиденко, Тит Трофимович (1891—1959) — растениевод
- Демчук, Пётр Иванович (1900—1937) — философ
- Денисенко, Григорий Иванович (1919—1998) — электроэнергетик
- Денисенко, Игорь Борисович (род. 1967) — физик-ядерщик
- Деркач, Григорий Илларионович (1932—1969) — химик
- Джаган, Владимир Николаевич (род. 1983) — физик
- Дзенис, Освальд Петрович (1896—1937) — партийный деятель
- Дзядык, Владислав Кириллович (1919—1998) — математик
- Дибров, Геннадий Данилович (1927—1985) — материаловед
- Дидковский, Валентин Яковлевич (1914—1995) — геолог
- Дмитрах, Игорь Николаевич (род. 1952) — материаловед
- Дмитренко, Пётр Алексеевич (1909—1999) — агрохимик
- Дмитриев, Александр Петрович (род. 1947) — физиолог растений
- Дмитрук, Константин Васильевич (род. 1977) — биохимик
- Добров, Геннадий Михайлович (1929—1989) — историк науки
- Довбня, Анатолий Николаевич (1940—2020) — физик-ядерщик
- Долбин, Александр Витольдович (род. 19__) — физик
- Долин, Владимир Гдальевич (1932—2004) — энтомолог
- Донченко, Георгий Викторович (1937—2015) — биохимик
- Дороговцев, Андрей Анатольевич (род. 1962) — математик
- Дорогунцов, Сергей Иванович (1929—2010) — экономист
- Драновский, Владимир Иосифович (1934—2018) — конструктор ракет
- Дринфельд, Владимир Гершонович (род. 1954) — математик
- Дрозд, Юрий Анатольевич (род. 1944) — математик
- Дубровина, Любовь Андреевна (род. 1950) — историк
- Дубянский, Александр Андреевич (1880—1974) — геолог
- Дудка, Ирина Александровна (1934—2017) — миколог
- Дьяченко, Вадим Евгеньевич (1896—1954) — математик
- Дяченко, Наталия Сергеевна (1936—2003) — вирусолог

## Е
- Евдокимов, Виктор Фёдорович (1941—2022) — кибернетик
- Евтух, Владимир Борисович (род. 1948) — историк
- Евтушенко, Николай Юрьевич (1944—2024) — гидробиолог
- Егер, Дмитрий Александрович (род. 1948) — нефтяник
- Егоров, Алексей Михайлович (1935—2017) — физик
- Егоров, Игорь Юрьевич (род. 1958) — экономист
- Емельяненко, Павел Терентьевич (1905—1947) — металловед
- Емельянов, Александр Сергеевич (1932—2014) — экономист
- Емельянов, Владимир Александрович (род. 1949) — геолог
- Емец, Алла Ивановна (род. 1970) — микробиолог
- Емченко, Андрей Иванович (1893—1964) — физиолог
- Ермоленко, Анатолий Николаевич (род. 1952) — философ
- Ефименко, Георгий Григорьевич (1917—2012) — металлург
- Ефимова, Светлана Леонидовна (род. 1968) — оптик
- Ефремов, Эрнест Иванович (1934—2021) — горняк

## Ж
- Жадкевич, Михаил Львович (1937—2021) — металлург
- Жовинский, Эдуард Яковлевич (род. 1934) — геолог и геохимик
- Жовтянский, Виктор Андреевич (род. 1949) — физик
- Жук, Геннадий Вилиорович (род. 1968) — материаловед
- Жук, Ярослав Александрович (род. 1967) — механик

## З
- Завадский, Эдвальд Абрамович (1927—2005) — физик
- Загнитко, Анатолий Панасович (род. 1954) — филолог
- Загорский, Владимир Степанович (род. 1957) — экономист
- Задонцев, Антон Иванович (1908—1971) — растениевод
- Зажигалов, Валерий Алексеевич (род. 1946) — физикохимик
- Заика, Виктор Евгеньевич (1936—2014) — гидробиолог
- Займенко, Наталия Васильевна (род. 1954) — биолог
- Зайцев, Владимир Николаевич (род. 1958) — физикохимик
- Зайцев, Николай Александрович (1902—1965) — горняк
- Залесский, Вячеслав Константинович (1871—1936) — физиолог и биохимик растений
- Зализовский, Андрей Владиславович (род. 1973) — радиофизик
- Залознова, Юлия Станиславовна (род. 1975) — экономист
- Залюбовский, Илья Иванович (1929—2013) — физик-ядерщик
- Зарубицкий, Олег Григорьевич (1936—2005) — химик
- Затула, Дмитрий Григорьевич (1923—1987) — фармацевт
- Зверозомб-Зубовский, Евгений Васильевич (1890—1967) — энтомолог
- Зверяков, Михаил Иванович (род. 1952) — экономист
- Звирко, Ольга Ивановна (род. 1977) — материаловед
- Звягин, Анатолий Илларионович (1937—1991) — физик
- Згалат-Лозинский, Остап Брониславович (род. 1975) — материаловед
- Здесенко, Юрий Георгиевич (1943—2004) — физик-ядерщик
- Зеленько, Галина Ивановна (род. 1971) — политолог
- Зербино, Дмитрий Деонисович (1926—2023) — патолог
- Зиновьев, Геннадий Михайлович (1941—2021) — физик
- Зиньковский, Анатолий Павлович (1949—2022) — механик
- Зосимович, Владимир Павлович (1899—1981) — селекционер
- Зуев, Александр Леонидович (род. 19__) — механик
- Зуев, Михаил Дмитриевич (1877—1929) — технолог

## И
- Ивакин, Глеб Юрьевич (1947—2018) — археолог
- Иваница, Владимир Алексеевич (род. 1946) — микробиолог
- Иваницкий, Анатолий Иванович (род. 1936) — музыковед
- Иванов, Борис Алексеевич (род. 1948) — физик
- Иванов, Иван Иванович (1918—1999) — конструктор
- Иванов, Николай Иванович (1923—2009) — экономист
- Иванов, Пётр Васильевич (1837—1931) — этнограф
- Иванов Сергей Владимирович (род. 1979) — финансист
- Иванченко, Фёдор Кондратьевич (1918—2005) — механик
- Ивахненко, Сергей Алексеевич (род. 1950) — материаловед
- Избеков, Владимир Алексеевич (1881—1963) — химик
- Измайлов, Николай Аркадьевич (1907—1961) — физикохимик
- Ильницкий, Николай Николаевич (род. 1934) — литературовед
- Иутинская, Галина Александровна (род. 1946) — микробиолог
- Ищенко, Анатолий Яковлевич (1932—2013) — металловед
- Ищенко, Иван Николаевич (1891—1975) — хирург

## К
- Кавсан, Вадим Моисеевич (1939—2014) — биохимик
- Каган, Юрий Соломонович (1924—1997) — токсиколог
- Каганович, Наум Аркадьевич (1903—1938) —языковед
- Канер, Эммануил Айзикович (1931—1986) — физик-теоретик
- Карандеев, Константин Борисович (1907—1969) — электротехник
- Карачевцев, Виктор Алексеевич (род. 1955) — физик
- Карпенко, Юрий Александрович (1929—2009) — языковед
- Карпухин, Пётр Петрович (1902—1974) — химик
- Касаткин, Борис Сергеевич (1919—1993) — материаловед
- Касьянов, Павел Олегович (род. 1982) — информатик
- Кашуба, Владимир Иванович (род. 1956) — молекулярный онкогенетик
- Квасников, Евгений Иванович (1906—1995) — микробиолог
- Квасницкая, Юлия Георгиевна (род. 1970) — металлург
- Кваснюк, Борис Евгеньевич (1938—2008) — экономист
- Кендзера, Александр Владимирович (род. 1948) — геофизик
- Керча, Юрий Юрьевич (1936—2015) — химик
- Кизим, Николай Александрович (род. 1955) — экономист
- Киндрачук, Мирослав Васильевич (род. 1947) — материаловед
- Кириллин, Игорь Владимирович (род. 1987) — физик-ядерщик
- Кирилюк, Евгений Прохорович (1905—1989) — литературовед
- Кириченко, Илья Никитович (1889—1955) — языковед
- Кирьян, Валерий Иванович (род. 1942) — материаловед
- Киселёва, Алёна Михайловна (род. 1947) — математик
- Кит, Григорий Семёнович (1930—2020) — механик
- Китык, Василий Иванович (1923—1984) — геолог
- Кияк, Григорий Степанович (1910—1987) — селекционер
- Кладько, Василий Петрович (1957—2022) — физик
- Клепиков, Вячеслав Фёдорович (род. 1949) — физик-ядерщик
- Клименко, Виктор Николаевич (род. 1935) — теплофизик
- Клименко, Нина Фёдоровна (1939—2018) — языковед
- Клименко, Сергей Анатольевич (род. 1956) — металловед
- Климов, Всеволод Валентинович (1930—2013) — физикохимик
- Климчук, Александр Борисович (1956—2023) — спелеолог
- Клоков, Всеволод Иванович (1917—2004) — историк
- Ключарёв, Алексей Павлович (1910—1997) — физик
- Кнопов, Павел Соломонович (род. 1940) — математик
- Кныш, Виталий Васильевич (род. 1982) — металлург
- Князев, Святослав Игоревич (род. 1950) — экономист
- Коболев, Владимир Павлович (род. 1949) — геофизик
- Коваленко, Андрей Алексеевич (род. 1976) — экономист
- Коваленко, Надежда Константиновна (род. 1937) — микробиолог
- Коваль, Юрий Николаевич (род. 1939) — материаловед
- Ковтун, Григорий Александрович (1948—2008) — онколог
- Ковтуненко, Вячеслав Михайлович (1921—1995) — механик
- Кожевников, Сергей Николаевич (1906—1988) — механик
- Козловский, Николай Павлович (1956—2020) — эколог
- Колбасов, Геннадий Яковлевич (род. 1944) — химик
- Колежук, Алексей Константинович (род. 1967) — физик
- Колесник, Виктор Фёдорович (род. 1950) — историк
- Колибо, Денис Владимирович (род. 1973) — молекулярный биолог и иммунолог
- Колодяжный, Олег Иванович (1942—2024) — химик
- Коломиец, Алексей Сидорович (1898—1974) — оториноларинголог
- Коломиец, Владимир Михайлович (1942—2018) — физик-ядерщик
- Колотилов, Сергей Всеволодович (род. 1977) — химик
- Комиссаров, Игорь Васильевич (1931—2011) — фармаколог
- Кондиленко, Иван Иванович (1919—1993) — физик
- Кондратенко, Игорь Петрович (род. 1955) — электротехник
- Кондратьев, Николай Сергеевич (1888—1951) — анатом
- Кондратюк, Евгений Николаевич (1914—1992) — ботаник
- Кондратюк, Сергей Яковлевич (род. 1959) — ботаник и миколог
- Коновалов, Сергей Иванович (род. 1960) — океанолог
- Копейка, Олег Валентинович (род. 1962) — информационный технолог
- Кораблин, Сергей Александрович (род. 1958) — экономист
- Кордюм, Виталий Арнольдович (род. 1931) — генетик
- Кордюм, Елизавета Львовна (1932—2024) — биолог
- Коркушко, Олег Васильевич (1929—2024) — терапевт и геронтолог
- Корнев, Константин Арсенович (1908—1974) — химик
- Корнеев, Валерий Алексеевич (род. 1956) — энтомолог
- Корнелюк, Александр Иванович (род. 1950) — микробиолог
- Корнилович, Борис Юрьевич (1950—2021) — химик
- Коробчанский, Иван Евстафьевич (1895—1956) — химик
- Короед, Алексей Степанович (1911—1988) — экономист
- Королюк, Алексей Поликарпович (1926—2021) — радиофизик
- Коротаев, Геннадий Константинович (род. 1946) — океанолог
- Короткевич, Михаил Алексеевич (1879—1942) — машиностроитель
- Корпан, Николай Николаевич (род. 1956) — хирург
- Корченко, Александр Григорьевич (род. 1961) — информатик
- Косач, Ольга Петровна (1849—1930) — писательница
- Косевич, Арнольд Маркович (1928—2006) — физик
- Косенко, Иван Семёнович (1940—2022) — ботаник
- Костик, Роман Иванович (род. 1940) — физик
- Костиков, Андрей Олегович (род. 1969) — теплофизик
- Котельников, Александр Константинович (1877—1964) — электротехник
- Котляр, Николай Фёдорович (1932—2021) — историк
- Котречко, Сергей Алексеевич (род. 1959) — физик
- Коц, Сергей Ярославович (род. 1965) — физиолог растений
- Кочелап, Вячеслав Александрович (род. 1944) — физик
- Кочубей, Анатолий Наумович (род. 1949) — математик
- Кравченко, Игорь Фёдорович (род. 1956) — конструктор
- Кравченко, Олег Викторович (род. 1964) — химик-технолог
- Крак, Юрий Васильевич (род. 1958) — математик
- Крамаренко, Леонид Петрович (1881—1960) — машиностроитель
- Красовский, Арнольд Янович (1933—2017) — механик
- Красуский, Константин Адамович (1867—1937) — химик-органик
- Крейн, Марк Григорьевич (1907—1989) — математик
- Кривоглаз, Михаил Александрович (1929—1988) — физик-теоретик
- Круковский, Александр Петрович (род. 1970) — механик
- Крутикова, Нина Евгеньевна (1912—2008) — литературовед
- Крыжицкий, Сергей Дмитриевич (1932—2018) — археолог
- Крылов, Порфирий Никитич (1850—1931) — геоботаник
- Крючин, Андрей Андреевич (род. 1948) — информатик
- Кудин, Антон Михайлович (род. 19__) — информатик
- Кудинов, Владимир Михайлович (род. 1934) — материаловед
- Кудря, Степан Александрович (род. 1947) — энергетик
- Кудряченко, Андрей Иванович (род. 1954) — историк
- Кузнецов, Владимир Григорьевич (род. 1935) — электроэнергетик
- Кузнецов, Николай Петрович (род. 19__) — энергетик
- Кузнецов, Николай Юрьевич (род. 1955) — кибернетик
- Кулик, Игорь Орестович (1935—2019) — физик
- Кулик, Татьяна Владимировна (род. 1962) — химик
- Кулиш, Николай Поликарпович (род. 1944) — физик
- Кунах, Виктор Анатольевич (род. 1946) — биолог
- Курдюмов, Александр Вячеславович (1938—2021) — физик
- Куриленко, Онисим Данилович (1904—1982) — химик
- Кутас, Роман Иванович (род. 1933) — геофизик
- Кучеров, Пантелеймон Степанович (1902—1973) — горняк
- Кучмий, Степан Ярославович (род. 1946) — физикохимик

## Л
- Лаврик, Семён Семёнович (1915—1990) — гематолог
- Ладыженский, Николай Романович (1906—1975) — геолог
- Лазаренко, Андрей Созонтович (1901—1979) — ботаник
- Лазаренко, Людмила Николаевна (род. 1963) — микробиолог
- Лакомский, Виктор Иосифович (1926—2014) — металлург
- Лампека, Ярослав Дмитриевич (род. 1954) — химик
- Ларин, Алексей Александрович (род. 1983) — механик
- Ларин, Борис Александрович (1893—1964) — языковед
- Латышев, Георгий Дмитриевич (1907—1973) — физик
- Левченко, Георгий Георгиевич (род. 1947) — радиофизик
- Легостаева, Ольга Вадимовна (род. 1970) — геофизик
- Лесник, Андрей Герасимович (1916—1994) — металлофизик
- Лёгкий, Николай Зиновьевич (род. 1968) — литературовед
- Либерберг, Иосиф Израйлевич (1897—1937) — историк
- Лисиченко, Георгий Витальевич (1947—2017) — геолог
- Лисовский, Сергей Антонович (род. 1960) — географ
- Литвиненко, Владимир Викторович (род. 1970) — радиофизик
- Литовченко, Владимир Григорьевич (1931—2021) — физик
- Лихолит, Николай Иванович (род. 1953) — конструктор ракет
- Логвинов, Юрий Фёдорович (род. 1964) — радиофизик
- Лошкарёв, Михаил Александрович (1913—1986) — химик
- Луговской, Эдуард Витальевич (1937—2019) — биохимик
- Луйк, Александр Игоревич (1947—2000) — токсиколог
- Лукьяненко, Николай Григорьевич (1947—2011) — химик
- Лукьянец, Алёна Александровна (род. 1963) — биофизик и нейрофизиолог
- Лунина, Инна Александровна (род. 1949) — экономист
- Лурье, Александр Юдимович (1897—1958) — гинеколог
- Лысенко, Александр Евгеньевич (род. 1955) — историк
- Лысенко, Владимир Сергеевич (род. 1940) — физик
- Лысенко, Юрий Григорьевич (1945—2020) — экономист
- Лютый, Игорь Алексеевич (род. 1960) — экономист
- Ляшко, Сергей Иванович (род. 1954) — математик
- Лященко, Аркадий Иоакимович (1871—1931) — историк литературы

## М
- Мазко, Алексей Григорьевич (род. 1965) — математик
- Мазур, Валерий Леонидович (род. 1939) — металлург
- Майборода, Александр Никитович (род. 1945) — историк
- Майзель, Вениамин Михайлович (1900—1943) — механик
- Майстренко, Анатолий Львович (род. 1946) — материаловед
- Макара, Арсений Мартынович (1916—1975) — металлург
- Макара, Владимир Арсеньевич (1945—2020) — физик
- Макарова, Елена Владимировна (род. 1964) — экономист
- Маков, Константин Иванович (1911—1948) — гидрогеолог
- Максимейко. Николай Алексеевич (1860—1941) — правовед
- Максимов, Сергей Юрьевич (род. 1954) — электросварщик
- Максимович, Георгий Григорьевич (1922—2007) — физикохимик
- Максимчук, Валентин Ефимович (род. 1950) — геофизик
- Малетин, Юрий Андреевич (род. 1949) — физикохимик
- Малиновский, Борис Николаевич (1921—2019) — компьютерщик
- Малюкин, Юрий Викторович (1957—2020) — оптик
- Малюта, Станислав Станиславович (1938—2022) — генетик
- Мамченко, Алексей Владимирович (род. 1952) — химик
- Манорик, Андрей Васильевич (1921—1974) — физиолог растений
- Манцуров, Игорь Германович (род. 1953) — экономист
- Маринич, Александр Мефодьевич (1920—2008) — географ
- Маруняк, Евгения Александровна (род. 1977) — географ
- Марченко, Александр Анатольевич (1958—2025) — физик
- Марьянович, Тадеуш Павлович (1932—2014) — кибернетик
- Маслов, Василий Филиппович (1922—1987) — юрист
- Маслов, Сергей Иванович (1880—1957) — литературовед
- Матяш, Иван Васильевич (1930—1996) — минералог
- Махненко, Олег Владимирович (род. 1966) — сварщик
- Махорин, Константин Епифанович (1928—1999) — химик
- Мацелюх, Богдан Павлович (род. 1932) — микробиолог
- Мацков, Фёдор Филиппович (1897—1977) — физиолог растений
- Медведева, Нина Борисовна (1898—1969) — патофизиолог
- Мелешкин, Михаил Тимофеевич (1918—1980) — экономист
- Мельник, Валерий Сергеевич (1952—2007) — математик
- Мельник, Юрий Петрович (1931—2009) — геолог и геофизик
- Мельникова, Ирина Николаевна (1918—2010) — историк
- Мень, Анатолий Владимирович (1927—2011) — радиофизик
- Мешков, Юрий Яковлевич (род. 1932) — металловед
- Микловда, Василий Петрович (род. 1946) — экономист
- Мильман, Юлий Викторович (1930—2021) — материаловед
- Милях, Александр Николаевич (1906—1985) — электродинамик
- Минаев, Александр Анатольевич (1942—2021) — металлург
- Миничева, Галина Григорьевна (род. 1959) — гидробиолог
- Минченко, Александр Григорьевич (род. 1946) — биохимик
- Мирошниченко, Валентин Иванович (1935—2015) — физик-ядерщик
- Митропольский, Алексей Юрьевич (1942—2021) — геолог
- Михайлец, Владимир Андреевич (род. 1950) — математик
- Михайловский, Владимир Николаевич (1914—1978) — автоматик
- Михалевич, Михаил Владимирович (1956—2009) — математик
- Михальский, Валерий Михайлович (род. 1951) — физик
- Михальченко, Николай Иванович (1942—2021) — политолог
- Михаськов, Виктор Владимирович (род. 1959) — прикладной математик
- Мишанич, Алексей Васильевич (1933—2004) — литературовед
- Мовчан, Василий Архипович (1903—1964) — рыбовод
- Модилевский, Яков Самуилович (1883—1968) — цитолог
- Мойсиенко, Виктор Михайлович (род. 1966) — языковед
- Молодкин, Вадим Борисович (1941—2022) — физик
- Моргулис, Наум Давидович (1904—1976) — физик
- Моргун, Богдан Владимирович (род. 1973) — физиолог растений
- Московец, Семён Никитич (1900—1971) — фитопатолог
- Мосякин, Сергей Леонидович (род. 1961) — ботаник
- Моторный, Виталий Павлович (1940—2025) — математик
- Мохор, Владимир Владимирович (род. 1955) — электронщик
- Моця, Александр Петрович (род. 1950) — археолог
- Мунтян, Валерий Иванович (род. 1960) — экономист
- Муравский, Леонид Григорьевич (род. 1953) — оптик
- Муравченко, Фёдор Михайлович (1929—2010) — конструктор
- Муравьёв, Владимир Павлович (1885—1963) — фитопатолог
- Мусатенко, Людмила Ивановна (1936—2018) — физиолог растений
- Мушкетик, Леся Георгиевна (род. 1955) — фольклорист
- Мхитарян, Нвер Мнацаканович (род. 1960) — предприниматель

## Н
- Нагорный, Александр Васильевич (1887—1953) — геронтолог
- Назаренко, Василий Андреевич (1908—1991) — химик
- Назаренко, Василий Геннадьевич (род. 1965) — физик кристаллов
- Назаренко, Олег Кузьмич (1936—2014) — материаловед
- Найдён, Александр Семёнович (род. 1937) — искусствовед
- Найдюк, Юрий Георгиевич (род. 1955) — физик
- Наривский, Анатолий Васильевич (род. 1944) — материаловед
- Наулко, Всеволод Иванович (1933—2018) — этнограф
- Наумко, Игорь Михайлович (род. 1951) — геолог
- Негрийко, Анатолий Михайлович (род. 1952) — радиофизик
- Недбайло, Пётр Емельянович (1907—1974) — правовед
- Немиш, Юрий Николаевич (1936—2000) — механик
- Неподкупный, Анатолий Павлович (1932—2006) — языковед
- Нестеренко, Алексей Алексеевич (1904—1997) — экономист
- Нестеренко, Анатолий Дмитриевич (1899—1975) — физик
- Нестеренко, Борис Алексеевич (1938—2003) — физик
- Нестеренков, Владимир Михайлович (род. 1951) — машиностроитель
- Нестеров, Павел Петрович (1903—1978) — горняк
- Нецветов, Максим Викторович (род. 1976) — фитоэколог
- Никитин, Анатолий Глебович (род. 1945) — математик
- Никитин, Павел Иванович (1916—1996) — механик
- Никифорович, Евгений Иванович (род. 1955) — механик
- Никишов, Владимир Иванович (1945—2017) — механик
- Николаев, Владимир Григорьевич (1943—2023) — терапевт
- Никоненко, Александр Семёнович (род. 1941) — трансплантолог
- Никорак, Елена Ивановна (род. 1948) — искусствовед
- Нимчук, Василий Васильевич (1933—2017) — языковед
- Новик. Екатерина Иосифовна (1898—1984) — геолог
- Новиков, Алексей Николаевич (род. 1954) — информатик
- Новицкая-Усенко, Людмила Васильевна (род. 1934) — анестезиолог-реаниматолог
- Новицкий, Валерий Евгеньевич (1963—2011) — экономист
- Новицкий, Яков Павлович (1847—1925) — этнограф
- Новосельцев, Александр Викторович (род. 1948) — теплофизик
- Новосядлый, Богдан Степанович (род. 1957) — астроном
- Новский, Владимир Александрович (1950—2023) — электротехник

## О
- Огенко, Владимир Михайлович (род. 1943) — химик
- Одулов, Сергей Георгиевич (род. 1944) — электроник
- Оканенко, Аркадий Семёнович (1894—1982) — физиолог растений
- Оковитый, Сергей Иванович (род. 1970) — химик
- Окснер, Альфред Николаевич (1898—1973) — ботаник
- Олейник, Александр Яковлевич (род. 1929) — гидромеханик
- Олексенко, Павел Феофанович (1940—2021) — физик
- Ольштинская, Александра Петровна (род. 1949) — палеонтолог
- Омельчук, Анатолий Афанасьевич (род. 1950) — химик
- Омельянчук, Александр Николаевич (1947—2022) — физик
- Онищенко, Иван Николаевич (род. 1936) — электроник
- Опрышко, Виталий Фёдорович (1942—2022) — правовед
- Орлик, Светлана Никитична (род. 1953) — химик
- Орлов, Михаил Хрисанфович (1900—1936) — математик
- Орлюк, Михаил Иванович (род. 1955) — геофизик
- Остафийчук, Богдан Константинович (1948—2024) — материаловед
- Остренко, Виктор Яковллевич (1917—1994) — металлург
- Островский, Иосиф Владимирович (1934—2020) — математик
- Острянин, Данила Фомич (1906—1988) — философ
- Ошкадёров, Станислав Петрович (1937—2017) — материаловед

## П
- Пазенок, Виктор Сергеевич (1934—2016) — философ
- Панкратенко, Олег Анатольевич (род. 1960) — физик
- Панкратова, Наталия Дмитриевна (род. 1942) — механик
- Парасюк, Иван Николаевич (1944—2014) — кибернетик
- Пархоменко, Наталия Николаевна (род. 1972) — правовед
- Паталаха, Евгений Иванович (1933—2006) — геолог
- Патон, Евгения Борисовна (1956—2009) — биотехнолог растений
- Пашицкий, Эрнст Анатольевич (1936—2023) — физик
- Пащенко, Александр Александрович (1929—1989) — химик
- Пелих, Владимир Александрович (род. 1949) — физик-теоретик
- Пеньков, Александр Михайлович (1906—1968) — механик
- Пепеляев, Владимир Анатольевич (род. 1948) — кибернетик
- Перевозчикова, Ольга Леонидовна (1947—2011) — кибернетик
- Перелома, Виталий Александрович (1934—2000) — металлург
- Петипа, Тамара Сергеевна (1927—1992) — гидробиолог
- Петров, Эльмар Григорьевич (род. 1940) — радиофизик
- Петрова, Жанна Александровна (род. 1959) — теплофизик
- Петровский, Николай Неонович (1894—1951) — историк
- Петрук, Олег Леонидович (род. 1971) — астрофизик
- Пидопличко, Николай Макарович (1904—1975) — миколог
- Пилюгин, Леонид Степанович (род. 1955) — астрофизик
- Пилюшенко, Виталий Лаврентьевич (1937—2015) — металлург
- Пилянкевич, Олег Николаевич (1933—1989) — материаловед
- Пирог, Любомир Антонович (1931—2021) — нефролог
- Питюлич, Михаил Михайлович (род. 1980) — экономист
- Поварницын, Владимир Алексеевич (1899—1962) — геоботаник
- Повх, Иван Лукич (1909—1997) — гидромеханик
- Поггенполь, Вильгельм Александрович (1854—1938) — метеоролог
- Погорелый, Анатолий Николаевич (1943—2024) — физик
- Погорилко, Виктор Фёдорович (1938—2006) — правовед
- Подопличко, Владимир Иванович (род. 1947) — биофизик
- Позняк, Леонид Александрович (1929—2004) — металлург
- Положий, Георгий Николаевич (1914—1968) — математик
- Полонский, Александр Борисович (род. 1951) — океанолог
- Поляков, Илья Михайлович (1905—1976) — биолог
- Поляков, Николай Викторович (1946—2020) — механик
- Попик, Владимир Иванович (род. 1952) — историк
- Попов, Александр Александрович (род. 1982) — материаловед
- Попов, Михаил Алексеевич (род. 1946) — по космосу
- Попов, Михаил Григорьевич (1893—1955) — ботаник
- Попов, Павел Николаевич (1890—1971) — литературовед
- Портенко, Николай Иванович (род. 1942) — математик
- Постников, Иван Матвеевич (1906—1990) — электротехник
- Похмурский, Василий Иванович (1933—2023) — материаловед
- Пошивалов, Владимир Павлович (род. 1955) — механик
- Примин, Михаил Андреевич (род. 1950) — кибернетик
- Присяжный, Виталий Демьянович (1935—2013) — химик
- Приходькова, Елизавета Константиновна (1892—1975) — физиолог
- Пролеев, Сергей Викторович (род. 1959) — философ
- Пташник, Богдан Иосифович (1937—2017) — математик
- Птушинский, Юрий Григорьевич (1927—2014) — физик
- Пугач, Валерий Михайлович (род. 1945) — физик
- Пушкарь, Николай Сидорович (1930—1995) — крибиолог
- Пышкин, Борис Андреевич (1893—1970) — гидротехник

## Р
- Радковец, Наталия Ярославовна (род. 1974) — геохимик
- Рассукана, Юлия Викторовна (род. 19__) — химик
- Рахметов, Джамал Бахлул оглы (род. 1959) — селекционер
- Реент, Александр Петрович (род. 1949) — историк
- Резник, Борис Яковлевич (1929—1997) — педиатр
- Резников, Александр Григорьевич (род. 1939) — биохимик
- Резцов, Виктор Фёдорович (1947—2022) — энергетик
- Ремез, Евгений Яковлевич (1896—1975) — математик
- Риндич, Алла Владимировна (род. 1939) — микробиолог
- Родин, Пётр Родионович (1922—2008) — металловед
- Родионов, Сергей Петрович (1898—1961) — петрограф
- Розенфельд, Леонид Георгиевич (1930—2016) — радиолог
- Розов, Владимир Юрьевич (род. 1945) — электротехник
- Ролл, Яков Владимирович (1887—1961) — гидробиолог
- Романенко, Алина Михайловна (род. 1938) — патоморфолог
- Романов, Олег Николаевич (1928—2005) — материаловед
- Романюк, Мирослав Николаевич (род. 1952) — историк
- Рубенчик, Лев Иосифович (1896—1988) — микробиолог
- Рублёв, Александр Сергеевич (род. 1957) — историк
- Рудавский, Эдуард Яковлевич (род. 1938) — физик
- Рудаков, Елисей Сергеевич (род. 1929) — химик
- Руденко, Анатолий Викторович (род. 1955) — кардиохирург
- Ручко, Игнат Емельянович (1886—1935) — микробиолог
- Рущицкий, Ярёма Ярославович (род. 1941) — механик
- Рыбалка, Александр Ильич (род. 1950) — генетик растений
- Рябченко, Сергей Михайлович (род. 1940) — физик

## С
- Савченко, Алексей Яковлевич (1945—2010) — механик
- Савченко, Анатолий Петрович (1937—1995) — партийный деятель
- Савченко, Юрий Николаевич (род. 1940) — механик
- Савчук, Владимир Сафронович (1938—2023) — экономист
- Савчук, Михаил Николаевич (1947—2024) — информатик
- Савчук, Николай Афанасьевич (1899—1976) — зоолог
- Сагач, Вадим Фёдорович (род. 1943) — патофизиолог
- Саенко, Валерий Феодосьевич (род. 1941) — трансплантолог
- Сажин, Виктор Сергеевич (1917—1985) — химик
- Самойленко, Валерий Григорьевич (род. 1955) — математик
- Самойленко, Юрий Иванович (1932—2008) — физик
- Самофалов, Константин Григорьевич (1921—2011) — электроник
- Самсонов, Григорий Валентинович (1918—1975) — химик
- Сариогло, Владимир Георгиевич (род. 19__) — демограф
- Саух, Сергей Евгеньевич (род. 1955) — прикладной математик
- Свиренко, Дмитрий Онисифорович (1888—1944) — гидробиолог
- Селиванов, Михаил Фёдорович (род. 1973) — механик
- Семененко, Вера Пантелеевна (род. 1948) — минералог
- Семененко, Владимир Николаевич (1934—2012) — геолог
- Семёнов, Андрей Александрович (род. 1972) — физик-теоретик
- Семчик, Виталий Иванович (1927—2014) — правовед
- Сеньковский, Юрий Николаевич (1931—2016) — геолог
- Сергеева, Татьяна Анатольевна (род. 1971) — биохимик
- Сергиенко, Николай Маркович (1934—2017) — офтальмолог
- Середа, Сергей Петрович (род. 1949) — антрополог и этнолог
- Середа, Ярослав Иванович (1900—1981) — геолог нефти
- Сиваченко, Николай Ефремович (1920—1988) — литературовед
- Сивокинь, Григорий Матвеевич (1931—2014) — литературовед
- Сидельников, Виктор Михайлович (1928—1997) — педиатр
- Сиденко, Владимир Романович (род. 1954) — экономист
- Сидоренко, Светлана Павловна (1953—2018) — микробиолог
- Сидоренко, Сергей Иванович (род. 1947) — материаловед
- Сидоров, Владимир Анатольевич (род. 1952) — биолог
- Сизов, Фёдор Фёдорович (род. 1946) — физик
- Симоненко, Валентин Константинович (род. 1940) — экономист
- Синицын, Игорь Петрович (род. 1953) — информатик
- Сиренко, Василий Фёдорович (род. 1941) — юрист
- Сиротинин, Николай Николаевич (1896—1977) — патофизиолог
- Ситенко, Михаил Иванович (1885—1940) — травматолог
- Скальский, Валентин Романович (1954—2024) — материаловед
- Скибо, Галина Григорьевна (род. 1940) — нейроморфолог
- Скопецкий, Василий Васильевич (1944—2010) — информатик
- Скрипаль, Иван Гаврилович (род. 1939) — микробиолог
- Скрипниченко, Мария Ильинична (род. 1952) — экономист
- Славин, Лазарь Моисеевич (1906—1971) — историк и археолог
- Слёзов, Виталий Валентинович (1930—2013) — физик-теоретик
- Слободяник, Николай Семёнович (род. 1945) — химик
- Слюсаренко, Оксана Александровна (род. 1962) — дипломат
- Слюсарчук, Василий Ефимович (1946—2024) — математик
- Сметанин, Юрий Алексеевич (1925—1999) — конструктор ракет
- Соболев, Владимир Степанович (1908—1982) — геолог
- Сокол, Василий Васильевич (1954—2025) — фольклорист
- Сокол, Евгений Иванович (род. 1952) — электроник
- Соколов, Юрий Дмитриевич (1896—1971) — механик и математик
- Солдатенко, Валерий Фёдорович (род. 1946) — историк
- Соллогуб, Всеволод Борисович (1912—1988) — геофизик
- Соловьёв, Сергей Александрович (род. 1956) — химик
- Солошенко, Игорь Александрович (1942—2007) — физик
- Соляр, Игорь Ярославович (род. 1968) — историк
- Сорокин, Александр Васильевич (род. 1979) — материаловед
- Сорокин, Виктор Михайлович (род. 1946) — материаловед
- Соскин, Марат Самуилович (1929—2020) — физик
- Сотников, Андрей Геннадьевич (род. 1983) — физик-теоретик
- Сохань,  Лидия Васильевна (1924—2022) — социолог
- Сохань, Павел Степанович (1926—2013) — историк-славист
- Спивак, Эли Гершевич (1890—1950) — филолог
- Старченко, Василий Фёдорович (1904—1948) — агрохимик
- Стасик, Олег Остапович (род. 1961) — физиолог растений
- Стасюк, Игорь Васильевич (1938—2019) — физик-теоретик
- Степанец, Александр Иванович (1942—2007) — математик
- Степанковская, Галина Константиновна (1922—2017) — гинеколог
- Степанов, Константин Николаевич (1930—2012) — физик-теоретик
- Степанюк, Леонид Михайлович (род. 1955) — геохимик
- Степовик, Дмитрий Власович (1938—2024) — искусствовед
- Стецюк, Пётр Иванович (род. 1958) — информатик
- Стогний, Анатолий Александрович (1932—2007) — компьютерщик
- Стойка, Ростислав Стефанович (род. 1950) — биохимик
- Сторожук, Евгений Анатольевич (род. 19__) — механик
- Стоян, Юрий Григорьевич (род. 1935) — математик
- Страхов, Тимофей Даниилович (1890—1960) — миколог
- Стрежемечный, Михаил Алексеевич (род. 1940) — физик
- Стрелков, Илья Иванович (1898—1954) — физикохимик
- Стрижало, Владимир Александрович (1940—2022) — механик
- Струтинский, Вилен Митрофанович (1929—1993) — физик
- Ступник, Николай Иванович (род. 1954) — геотехнолог
- Суворов, Георгий Дмитриевич (1919—1984) — математик
- Сугаков, Владимир Иосифович (род. 1936) — физик-теоретик
- Суходуб, Леонид Фёдорович (род. 1948) — биофизик
- Сухой, Константин Михайлович (род. 1976) — биохимик
- Сухонос, Мария Константиновна (род. 1981) — энергетик
- Сытенко, Юрий Алексеевич (1951—2023) — физик-теоретик

## Т
- Тамразов, Промарз Меликович (1933—2012) — математик
- Тарабрин, Виктор Павлович (1931—1990) — ботаник
- Тараненко, Александр Анисимович (род. 1949) — языковед
- Таранов, Сергей Глебович (1936—2015) — электротехник
- Тарапов, Сергей Иванович (род. 1954) — физик
- Тарасевич, Виктор Николаевич (род. 1959) — экономист
- Тарасевич, Юрий Иванович (1937—2018) — химик
- Тарелин, Анатолий Алексеевич (род. 1940) — энергомашиностроитель
- Татаринов, Евгений Александрович (1892—1950) — патофизиолог
- Татомир, Константин Иванович (1900—1979) — горняк
- Терёшин, Владимир Иванович (1938—2010) — физик
- Тетельбаум, Семён Исаакович (1910—1958) — радиотехник
- Тимофеевский, Александр Дмитриевич (1887—1985) — патофизиолог
- Тимошенко, Валерий Иванович (род. 1942) — механик
- Тимошенко, Леонид Васильевич (1921—2004) — гинеколог
- Тимощенко, Андрей Владимирович (род. 1976) — теплоэнергетик
- Титко, Алексей Иванович (1943—2017) — электромеханик
- Ткач, Виктор Петрович (род. 1954) — лесовед
- Ткаченко, Орест Борисович (1925—2021) — языковед
- Товажнянский, Леонид Леонидович (род. 1933) — химик-технолог
- Товкач, Фёдор Иванович (род. 1954) — вирусолог
- Товстолиткин, Александр Иванович (род. 1963) — физик
- Товстюк, Корней Денисович (1922—2004) — материаловед
- Тодуров, Иван Михайлович (род. 1960) — хирург
- Токовой, Юрий Владиславович (род. 1976) — математик
- Толмачёв, Александр Владимирович (род. 1947) — материаловед
- Толок, Владимир Тарасович (1926—2012) — физик
- Толочко, Алексей Петрович (род. 1963) — историк
- Толпыго, Кирилл Борисович (1916—1994) — физик
- Толстолуцкая, Галина Дмитриевна (род. 1946) — физик-ядерщик
- Томчук, Пётр Михайлович (1934—2024) — физик-теоретик
- Тонкаль, Владимир Ефимович (1936—2005) — электротехник
- Травлеев, Анатолий Павлович (1929—2016) — эколог
- Трахтенберг, Исаак Михайлович (1923—2023) — гигиенист
- Тринус, Фёдор Петрович (1924—2013) — токсиколог
- Троицкий, Герман Васильевич (1913—1992) — биохимик
- Тронько, Николай Дмитриевич (род. 1944) — эндокринолог
- Трофимук, Юрий Юрьевич (1928—2019) — математик
- Трофимчук, Александр Николаевич (род. 1955) — механик и информатик
- Трусова, Валерия Михайловна (род. 1984) — физик медицины
- Труфяков, Владимир Иванович (1918—2001) — электросварщик
- Тульчинская, Вера Петровна (1907—1994) — микробиолог
- Туманюк-Малашенко, Юрий Романович (1931—2006) — микробиолог
- Туров, Владимир Всеволодович (род. 1951) — химик
- Тюленев, Николай Александрович (1889—1969) — агромелиоратор
- Тяпкин, Константин Фёдорович (1927—2016) — геофизик

## У
- Уваров, Виктор Николаевич (род. 1947) — нанофизик
- Удод, Александр Андреевич (род. 1957) — историограф
- Улитко, Андрей Феофанович (1934—2015) — механик
- Уразовский, Сергей Степанович (1903—1961) — физикохимик
- Усенко, Иван Степанович (1906—1987) — петрограф
- Устименко, Владимир Анатольевич (род. 1962) — правовед
- Утевский, Арон Михайлович (1904—1988) — биохимик
- Ушкалов, Виктор Фёдорович (1936—2020) — механик

## Ф
- Фаворов, Алексей Михайлович (1900—1981) — селекционер
- Файнлейб, Александр Маркович (род. 1955) — химик
- Федирко, Виктор Николаевич (род. 1946) — металлург
- Федоровский, Александр Дмитриевич (род. 1931) — физик
- Фейгин, Яков Григорьевич (1903—1973) — экономикогеограф
- Фельдман, Геннадий Михайлович (род. 1947) — математик
- Фердман, Давид Лазаревич (1903—1970) — биохимик
- Фёдоров, Олег Павлович (род. 1952) — металлофизик
- Фиалко, Наталия Михайловна (род. 1949) — теплофизик
- Фиалков, Яков Натулович (1895—1958) — химик
- Фильчаков, Павел Феодосиевич (1916—1978) — математик
- Финкельштейн, Владимир Соломонович (1896—1937) — физикохимик
- Фомин, Пётр Иванович (1930—2011) — физик-теоретик
- Францевич, Леонид Иванович (1935—2024) — зоолог
- Фролов, Аркадий Фёдорович (1931—2014) — эпидемиолог
- Фущич, Вильгельм Ильич (1936—1997) — математик

## Х
- Хамитов, Назип Виленович (род. 1963) — философ
- Харитонов, Олег Матвеевич (1937—1998) — геофизик
- Харкевич, Александр Александрович (1904—1965) — радиотехник
- Харламов, Павел Васильевич (1924—2001) — механик
- Хармадарьян, Гурген Иванович (1893—1939) — рентгенолог
- Харченко, Вячеслав Сергеевич (род. 1967) — компьютерщик
- Хиля, Владимир Петрович (род. 1939) — химик-органик
- Ходосовцев, Александр Евгеньевич (род. 1971) — биолог
- Холодов, Роман Иванович (1971—2024) — физик-ядерщик
- Хома, Мирослав Степанович (род. 1950) — химик
- Хорошун, Леонид Петрович (1937—2019) — механик
- Хорунов, Виктор Фёдорович (1937—2016) — материаловед
- Хоткевич, Владимир Игнатьевич (1913—1982) — физик
- Хромов, Павел Алексеевич (1907—1987) — физик
- Хумарова, Нина Ипполитовна (род. 1957) — экономист

## Ц
- Царенко, Пётр Михайлович (1956—2023) — альголог
- Цветков, Виктор Васильевич (1923—2007) — партийный деятель
- Цемко, Владимир Павлович (1926—1997) — экономист
- Цесевич, Владимир Платонович (1907—1983) — астроном
- Цимбал, Людмила Трофимовна (1937—2012) — физик

## Ч
- Чабай, Виктор Петрович (род. 1962) — археолог
- Чеканюк, Андрей Терентьевич (1906—1992) — партийный деятель
- Чекман, Иван Сергеевич (1936—2019) — фармаколог
- Чепков, Игорь Борисович (род. 1964) — конструктор военной техники
- Черевченко, Татьяна Михайловна (1929—2017) — ботаник
- Черемных, Олег Константинович (род. 1955) — информатик
- Черепин, Валентин Тихонович (1930—2020) — металлофизик
- Черкесов, Леонид Васильевич (1933—2016) — гидродинамик
- Чернега, Дмитрий Фёдорович (1927—2015) — металлург
- Черников, Сергей Николаевич (1912—1987) — математик
- Черногор, Леонид Феоктистович (род. 1950) — радиофизик и космофизик
- Чернышенко, Иван Семёнович (род. 1939) — механик
- Чирков, Александр Юрьевич (род. 1957) — механик
- Чопяк, Валентина Владимировна (род. 1956) — иммунолог
- Чугунов, Игорь Яковлевич (род. 1962) — финансист
- Чурюмов, Клим Иванович (1937—2016) — астроном
- Чухно, Анатолий Андреевич (1926—2012) — экономист

## Ш
- Шаблиовский, Евгений Степанович (1906—1983) — литературовед
- Шапарь, Аркадий Григорьевич (1936—2021) — эколог
- Шаповал, Виктор Иванович (1933—1999) — электрохимик
- Шаповалов, Виктор Александрович (род. 1950) — материаловед
- Шарко, Владимир Васильевич (1949—2014) — математик
- Шаховская, Наталия Богдановна (род. 1978) — компьютерщик
- Шевелёв, Арнольд Григорьевич (1928—2009) — историк
- Шевченко, Александр Андреевич (1908—1984) — металлург
- Шевченко, Анатолий Иванович (род. 1948) — информатик
- Шевченко, Валерий Васильевич (род. 1942) — химик
- Шевченко, Лариса Ивановна (род. 1949) — языковед и литературовед
- Шевченко, Фёдор Павлович (1914—1995) — историк
- Шейнкман, Моисей Кивович (1929—2009) — электроник
- Шека, Иван Арсентьевич (1907—1999) — химик
- Шелест, Виталий Петрович (1940—2020) — физик
- Шепельский, Дмитрий Георгиевич (род. 1963) — математик
- Шидловская, Наталья Анатольевна (род. 1963) — электротехниик
- Шиман, Леонид Николаевич (род. 1959) — конструктор ракет
- Шимановский, Александр Витальевич (род. 1955) — механик
- Шимановский, Виталий Николаевич (1928—2000) — строитель
- Шинкарук, Лидия Васильевна (род. 1962) — экономист
- Широков, Александр Зосимович (1905—1996) — геолог
- Шкуратов, Юрий Григорьевич (род. 1952) — астроном
- Шпак, Пётр Фёдорович (1931—2002) — геолог
- Штаерман, Илья Яковлевич (1891—1962) — математик и механик
- Штерн, Михаил Борисович (род. 1947) — материаловед
- Шубенко, Александр Леонидович (род. 1941) — энергомашиностроитель
- Шульга, Николай Александрович (1938—2012) — механик
- Шульга, Николай Александрович (род. 1943) — социолог
- Шульженко, Александр Александрович (1935—2024) — материаловед
- Шульман, Георгий Евгеньевич (1929—2016) — гидрогеолог
- Шульте, Юрий Августович (1910—1995) — металлург

## Щ
- Щепотьев, Фёдор Львович (1906—2000) — дендролог
- Щербак, Николай Николаевич (1927—1998) — зоолог
- Щербина, Владимир Иванович (1850—1936) — историк
- Щербина, Мария Владимировна (род. 1958) — физик-теоретик
- Щипцов, Александр Анатольевич (род. 1953) — океанолог
- Щукина, Наталья Геннадьевна (род. 1948) — физик и астроном

## Ю
- Юрженко, Максим Владимирович (род. 1983) — материаловед
- Юришинец, Владимир Иванович (род. 19__) — гидробиолог
- Юрчук, Василий Исаакович (1921—2001) — историк
- Юшков, Серафим Владимирович (1888—1952) — историк государства и права
- Ющенко, Екатерина Логвиновна (1919—2001) — кибернетик

## Я
- Ядренко, Михаил Иосифович (1932—2004) — математик
- Якимчук, Николай Андреевич (род. 1954) — геофизик
- Якимчук, Руслан Андреевич (род. 1972) — физиолог растений
- Яковкин, Авенир Александрович (1887—1974) — астроном
- Яковлев, Сергей Всеволодович (род. 1956) — информатик
- Якубова, Лариса Дмитриевна (род. 1967) — историк
- Ямпольский, Валерий Александрович (род. 1946) — физик-теоретик
- Ямпольский, Юрий Моисеевич (1946—2025) — астроном
- Ярмолюк, Сергей Николаевич (род. 1957) — биоорганик
- Ясний, Пётр Владимирович (1952—2021) — механик
- Ясников, Александр Алексеевич (1923—1999) — химик
- Ясь, Алексей Васильевич (род. 1967) — историк